# 范登興
范登興（越南语：／；1765年—1825年），字絜矩，越南阮朝官員，阮初封興讓侯。

## 生平
范登興是嘉定城新安府新和人，父親是建和先生范登龍，母親范氏姓。少年時代勤奮好學。景興五十七年（1796年），阮福映在在嘉定開科取士，范登興通過科舉考試，出仕為府禮生，在貢士院任職，後又為奮武衛參論，參與進攻富安府的戰鬥。景興六十年（1799年），升任吏部參知，經常跟隨阮福映出征，為其出謀劃策。
嘉隆四年（1805年），范登興兼掌長舵事。由於范登興頗有學識，阮福映非常器重他，常與他討論治國之道。嘉隆六年（1807年），遷京北鄉試場提調。嘉隆十二年（1813年），升禮部尚書。嘉隆十五年（1816年）冬，又兼掌欽天監事務。
嘉隆十八年（1819年）冬，阮福映逝世。臨終前，他將范登興和黎文悅任命為顧命大臣。嗣君明命帝繼位之後，范登興又奉明命帝之命，與尊室曎一起主持編纂《玉譜》，擔任監修。明命二年（1821年），擔任國史館副總裁。
明命三年（1822年），范登興因事免職候審，發往廣南效力。明命四年（1823年），廷議范登興應降四級調用，明命帝以其在廣南效力有功，改為降兩級調用，貶為翰林院掌院學士，不久升任吏部左參知，兼管翰林院，仍任國史館副總裁。明命五年（1824年），復為禮部尚書。明命六年（1825年），明命帝巡視廣南，范登興奉命留守順化京城。同年夏病逝，壽六十一歲。追贈榮祿大夫、柱國、協辦大學士，諡忠雅。嗣德二年（1849年），加贈特進、榮祿大夫、太保、勤政殿大學士，封德國公（越南语：／）。夫人范氏姓封一品德國夫人，諡端慈，建祠堂於京城祭祀。其四世祖宗都有追贈官職。
嗣德五年（1852年），與鄭懷德、黎光定等人補祀中興功臣廟。嗣德十一年（1858年），列祀賢良祠。

## 子女
范登興有四子。
- 長子范登俊，贈禮部郎中
- 次子范登佐，贈禮部員外郎
- 三子范登紹，蔭授該隊
- 四子范登述，歷任禮部郎中，娶歸德公主阮玉永禎，追贈禮部侍郎
- 女范氏姮，儀天章皇后